# Force India VJM06
Der Force India VJM06 ist der sechste Formel-1-Rennwagen des indischen Teams Force India. Er wird in der Formel-1-Saison 2013 eingesetzt, Motorenlieferant ist Mercedes. Am 1. Februar 2013 wurde er auf dem Silverstone Circuit der Öffentlichkeit vorgestellt.

## Technik und Entwicklung
Der VJM06 ist das Nachfolgemodell des VJM05. Der Wagen versteckt den „Nasenhöcker“ durch die neu eingeführte Eitelkeitsblende. Angetrieben wird der von Andrew Green entwickelte Wagen von einem Mercedes-V8-Motor mit 2,4 Liter Hubraum, der eine Leistung von rund 550 kW (≈750 PS) entwickelt. Das KERS stammt ebenfalls von Mercedes, das Getriebe von McLaren. Die Felgen stammen von BBS, das Bremssystem von AP Racing und die Reifen stellt Einheitslieferant Pirelli zur Verfügung.
Wie alle Formel-1-Fahrzeuge der Saison 2013 ist der VJM06 mit KERS und DRS ausgerüstet.
Der VJM06 ist eine Weiterentwicklung des Vorjahresmodells. Besonderen Wert legte man darauf, die Berechenbarkeit des Fahrverhaltens zu vergrößern. Veränderungen wurden hauptsächlich im mechanischen Bereich vorgenommen, die Radaufhängungen wurden komplett neuentwickelt. Das Heck wurde überarbeitet, sodass ein besserer Luftstrom ermöglicht wird. Außerdem wurde der Auspuff optimiert, um eine bessere Nutzung des Coandă-Effekts zu erreichen. Auch die Lufteinlässe über dem Cockpit und an den Seitenkästen wurden überarbeitet.
Beim VJM06 kommt ein komplett neues Radmuttern-System zum Einsatz, das schnellere Reifenwechsel ermöglichen soll. Beim Großen Preis von Malaysia traten während des Rennens an beiden Fahrzeugen Probleme mit dem System auf, das eigentlich gemeinsam mit der Radmutter zu demontierende Gewinde blieb auf der Radnabe stecken, so dass die Mutter nicht erneut festgeschraubt werden konnte. Da das Problem weder bei Testfahrten noch beim Großen Preis von Australien aufgetreten war und zudem nur die Radmuttern auf der linken Fahrzeugseite betroffen waren, geht man bei Force India davon aus, dass die Ursache sich in einer Kombination verschiedener Faktoren, darunter die hohen Temperaturen in Malaysia und die stärkere Belastung der Radmuttern auf der linken Fahrzeugseite handelt.

## Lackierung und Sponsoring
Der Force India VJM06 ist in den Farben der indischen Flagge orange, weiß und grün lackiert. Der Titelsponsor und Anteilseigner Sahara India Pariwar ist als Sponsor auf den Seitenkästen vertreten. Weitere Großsponsoren des Teams sind Kingfisher Airlines sowie die Spirituosen-Hersteller Vladivar Vodka und Whyte and Mackay, Unternehmen, die dem Teamchef Vijay Mallya nahestehen.

## Fahrer
Paul di Resta bleibt bei Force India. Adrian Sutil kehrt nach einem Jahr zurück ins Cockpit von Force India und ersetzt den zu Sauber abgewanderten Nico Hülkenberg.

## Ergebnisse
| Fahrer               | Nr.                  | 1 | 2   | 3   | 4  | 5  | 6 | 7  | 8 | 9  | 10  | 11  | 12  | 13  | 14  | 15 | 16 | 17 | 18  | 19 | Punkte | Rang |
| -------------------- | -------------------- | - | --- | --- | -- | -- | - | -- | - | -- | --- | --- | --- | --- | --- | -- | -- | -- | --- | -- | ------ | ---- |
| Formel-1-Saison 2013 | Formel-1-Saison 2013 |   |     |     |    |    |   |    |   |    |     |     |     |     |     |    |    |    |     |    | 77     | 6.   |
| P. di Resta          | 14                   | 8 | DNF | 8   | 4  | 7  | 9 | 7  | 9 | 11 | 18* | DNF | DNF | 20* | DNF | 11 | 8  | 6  | 15  | 11 | 77     | 6.   |
| A. Sutil             | 15                   | 7 | DNF | DNF | 13 | 13 | 5 | 10 | 7 | 13 | DNF | 9   | 16* | 10  | 20* | 14 | 9  | 10 | DNF | 13 | 77     | 6.   |

| Legende  | Legende            | Legende                                                          |
| Farbe    | Abkürzung          | Bedeutung                                                        |
| -------- | ------------------ | ---------------------------------------------------------------- |
| Gold     | –                  | Sieg                                                             |
| Silber   | –                  | 2. Platz                                                         |
| Bronze   | –                  | 3. Platz                                                         |
| Grün     | –                  | Platzierung in den Punkten                                       |
| Blau     | –                  | Klassifiziert außerhalb der Punkteränge                          |
| Violett  | DNF                | Rennen nicht beendet (did not finish)                            |
| Violett  | NC                 | nicht klassifiziert (not classified)                             |
| Rot      | DNQ                | nicht qualifiziert (did not qualify)                             |
| Rot      | DNPQ               | in Vorqualifikation gescheitert (did not pre-qualify)            |
| Schwarz  | DSQ                | disqualifiziert (disqualified)                                   |
| Weiß     | DNS                | nicht am Start (did not start)                                   |
| Weiß     | WD                 | zurückgezogen (withdrawn)                                        |
| Hellblau | PO                 | nur am Training teilgenommen (practiced only)                    |
| Hellblau | TD                 | Freitags-Testfahrer (test driver)                                |
| ohne     | DNP                | nicht am Training teilgenommen (did not practice)                |
| ohne     | INJ                | verletzt oder krank (injured)                                    |
| ohne     | EX                 | ausgeschlossen (excluded)                                        |
| ohne     | DNA                | nicht erschienen (did not arrive)                                |
| ohne     | C                  | Rennen abgesagt (cancelled)                                      |
| ohne     | keine WM-Teilnahme |                                                                  |
| sonstige | P/fett             | Pole-Position                                                    |
| sonstige | 1/2/3/4/5/6/7/8    | Punktplatzierung im Sprint-/Qualifikationsrennen                 |
| sonstige | SR/kursiv          | Schnellste Rennrunde                                             |
| sonstige | *                  | nicht im Ziel, aufgrund der zurückgelegten Distanz aber gewertet |
| sonstige | ()                 | Streichresultate                                                 |
| sonstige | unterstrichen      | Führender in der Gesamtwertung                                   |